# Цигель
Цигель (словац. Cigeľ) — село, громада округу Пр'євідза, Тренчинський край. Кадастрова площа громади — 17.35 км².
Населення 1268 осіб (станом на 31 грудня 2020 року).

## Історія
Цигель згадується 1362 року.

## Населення
| Рік:            | 1994. | 2004.   | 2014.    | 2024.   |
| --------------- | ----- | ------- | -------- | ------- |
| Кількість осіб: | 976   | 1036    | 1254     | 1287    |
| Різниця:        |       | +6,14 % | +21,04 % | +2,63 % |

| Рік:            | 2023. | 2024.   |
| --------------- | ----- | ------- |
| Кількість осіб: | 1280  | 1287    |
| Різниця:        |       | +0,54 % |